# プレイヤー対プレイヤー
プレイヤー対プレイヤー（プレイヤーたいプレイヤー、Player versus player、PvP）は、2人以上の（人間）プレイヤー同士で行われるゲーム内戦闘のタイプを指す。これは、「プレイヤー対環境」(player versus environment、PvE)と呼ばれるプレイヤーがコンピュータ制御の対戦相手および/またはプレイヤーと対戦するゲームとは対照的である。
本項での「プレイヤー」とは狭義の意味で、該当のゲームの人間としての競技者のみを示す。そのため一般的にプレイヤーとされる、ノンプレイヤーキャラクターや管理者、ゲームマスター、プラットフォーム、自然などは含まない。
この用語は、両方のアクティビティが存在するゲーム、特にMMORPG、MUDおよびその他のロールプレイングコンピュータゲームで最もよく使用される。PvPは、プレイヤー同士が競い合うあらゆるゲーム、またはゲームの側面を説明するために広く使用される。ロールプレイングゲームで使用される場合はPvPはしばしば論争の的になっており、 ほとんどの場合、経験を積んだプレイヤーと初心者プレイヤーの間には能力の大きな違いがある。PvPは経験豊富なプレイヤーが未熟なプレイヤーを即座に攻撃してキルするのを促進することさえし得る。PvPはプレイヤーキルとも呼ばれることがある。

## 歴史
CRPGでのPvP戦闘は、『Gemstone II』や『Avalon：The Legend Lives』のようなさまざまなMUDにそのルーツがある。しかしながら、他のプレイヤーをキルする能力は多くのMUDに存在していたが、それは一般的に厳格な順守と『ダンジョンズ＆ドラゴンズ』のようなロールプレイングゲームからの大きな影響のために顰蹙を買っている。PvPという用語は、 MajorMUDやUsurperなどの掲示板システムで使用されるテキストベースのMUDに由来する。これらのゲームは、銀行のような町の安全な場所にいない限り、どのプレイヤーも他のプレイヤーを誰でも攻撃できるオープンワールドを有していた。Player versus playerは、敗者が何らかの形でペナルティを科される結果となったプレイヤー間の戦闘を指すために1980年代後半に造語された。
最初のグラフィカルなMMORPGは、1989年に開発を開始し1991年から1997年にAOLで運営され、PvPも搭載していた『Neverwinter Nights』である。PvPは当初ゲーム内の魔法攻撃に限定されていたが、 その後の修正により使用を制限されていた領域に拡大したため、PvPを回避したいプレイヤーはそうすることができた。PvPの活動の多くは、MMORPGで最初に組織されたユーザーグループであるゲームのギルドによる組織的なイベントだった。
LPMudが1992年に立ち上げた『Genocide』は、最初の「純粋なPK」MUDとしてのPvP紛争の先駆者であり、PvP以外のゲームプレイを全て排除し、MUD上で通常見られるRPG風のキャラクターの成長要素を捨て、キャラクターを対等な条件にしプレイヤースキルだけがアドバンテージとすることを選択した。非常に人気があり、そのアイデアはMUDの世界に大きな影響を与えた。
『Meridian 59』 (1996)、『ウルティマオンライン』(1997)、『Tibia』(1997)など、他の初期のMMORPGもPvP戦闘を特徴としていた。 ウルティマオンライン(UO)では、目標は「フロンティアジャスティス」の方法でプレイヤーが彼ら自身で秩序を保てるようにすることだった。 このシステムは、『Tibia』にもあり、死が重大なペナルティーを含み、誰かをキルすると彼らのキャラクターにかなりの損害を与える。『Meridian 59』では、ゲームはプレイヤーが参加するために異なる政治派閥を持つことでPvPに集中しようとした。 後の『Eve Online』(2003)は、UOの「町中以外のどこでもPvP」の(オリジナルの)アプローチを改良した（NPCの「守衛」による妨害のため、町とその周辺で他のプレイヤーを攻撃するのは危険である）。 しかし、これらのゲームはよりカジュアルなプレイヤーにとっては不親切な傾向があった。1999年に主にPvE要素で構成された(1つの特定のサーバー上の限られたPvPを除く)『エバークエスト』の人気により、PvPは、一部の新規/カジュアルのMMORPGプレーヤーおよびより大勢の人を引き込もうとする開発者にとっては否定的なものになった。2000年、 UOは悪質なプレイヤーキラーに関する苦情を受けて、オープンPVPが無効化されたゲーム世界の追加コピーを各サーバーに追加し論争を呼んだ。
これに加えて、すべてのPvPゲームがプレイヤーのアバターの死を備えているわけではない。この種のPvP要素の例は『オーディション・オンライン』(2004)のようなMMOで見られ、プレイヤーはMMOで従来見られるように互いのアバターを直接殺し合うことはないが、PvP設定での特定のゲームモードの間はまだ互いに競い合う。
PvPは、1999年末の『Asheron's Call』 、2000年の『ディアブロⅡ』、2001年の『ダークエイジ・オブ・キャメロット』『RuneScape』、2002年の『Asheron's Call 2』、2003年の『Shadowbane』、2011年の『ドラゴンネスト』などの他のゲームにも搭載されている。これらのゲームにはPvPが含まれてはいるが、それらにはまだほとんどの場合キャラクターを作るための前提条件となるPvEが含まれていた。

## 分類
プレイヤーキル(PK)はキャラクターに死がもたらされる無制限のPvPである。 ゲームによっては、あるプレイヤーがゲーム世界のどこでも警告されることなく別のプレイヤーを攻撃できるオープンPvP (ワールドPvPとも呼ばれる)を提供するゲームがある。また、純粋なPK (pure PK) ゲームはPvPの争いが提供される唯一のゲームプレイであるものを指す。ギャングキル (gang killing) は、グループの一員であること、より高レベルであること、または相手の体力が低下しているときに攻撃することなど、キラーが犠牲者に対して大きな優位性を持つタイプのPKである。
PvPはコミュニティに新たな側面を追加し得る。『ウルティマオンライン』と『Asheron's Call』では、PKを楽しんだ人、PK狩りを楽しんだ人、戦うことを全く望まなかった人の間に亀裂が生じた。UOの拡張の『Renaissance』は後にPvPが許可されていない「Trammel」を追加し、PvPに参加することを全く望んでいなかったUOのユーザーに配布した。Asheron's Callには、プレイヤー同士のやり取りに全く制限のないサーバーを保持しており、そこでは大規模な「PK」と 「Anti(PK)」の王朝が形成された。
オンラインゲームでのキャラクターの死は通常ペナルティを伴う（ただし、一部のゲームではPvPの戦闘による死は除外される）。そのため、PKの常習犯は自身がローカルのコミュニティから排斥されていることに気づき得る。ゲームによっては、キャラクターが何度も死亡することがあり、プレイヤーはそのキャラクターを生き返らせるために経験値（XP）やゲーム内通貨を犠牲にしなければならないことがよくある。特にPKが許可されている場合、 永遠の死（プレーヤーが新しいキャラクターを作成する必要があるなど）は、オンラインゲームでは比較的一般的ではない。そのようなモードの例は『ディアブロⅡ』のハードコアモードである。
より稀な形態のプレイヤーキルは、モンスターを扇動して他のプレイヤーを攻撃させることなどがある。このPKが稀な理由は、モンスターは自分の殺害を試みるプレイヤーを攻撃する可能性が高いためである。多くの場合、プレイヤーは他のプレイヤーにモンスターを引き寄せて逃げなければならず、その結果、モンスターは（もしそれが攻撃的であれば）他のプレイヤーであるかもしれない新しいターゲットを探す。この行動は『Realm of the Mad God』などのそれ以外は純粋な「PvE」ゲームでよく見られる。
一部のMMORPGでは、プレイヤーキラーはグループ（パーティー）の結成/参加ができず、他のプレイヤーからの援助を受けられず、死亡時に経験値の損失が増加する可能性があるなど、PvPに特別なペナルティーが科せられる。通常、最近PvPを始めたプレイヤーの名前は明るい色で表示されるようになる。『リネージュII』では、プレイヤーが戦闘を始めた場合に紫色になり、紫色ではない（反撃した）誰かを殺したプレイヤーは赤に変わる。赤くなると、死亡したときに他の人が略奪するために自分の装備を落とす可能性がはるかに高くなった。『Asheron's Call』のペナルティが恐らく最も厳しいものであり、同作では死亡したプレイヤーは一回の死につき全てのステータスと能力が5％失われ最大40%まで減るようになっていた。これは、おそらくアイテムの喪失で丸裸になっていることと相まって、元に戻すのが非常に困難になっていた。
いくつかのMMORPGでは新規プレイヤーが他のプレイヤーから実際にPKをされる前にゲームを楽しみ、経験し探検させるためにPvP戦闘に参加するためには一定のレベル要件を課している。『Anarchy Online』やEverquest Originalの「Zek」サーバーなどの他のMMORPGでは、プレイヤーが互いの特定のレベル範囲内である場合にのみ、他のプレイヤーとPvPを行うことができる（上記参照）。

### アンチプレイヤーキル
プレイヤーキラーキル、PKキル、またはPKKとも呼ばれるアンチPKは、ゲーム内プレイヤーの正義の一種である。多くの場合、ゲーム内のプレイヤーキラーの人口過多に動機付けられており、 アンチPKの自警団員が仇討ちでプレイヤーキラーやグリファーをするプレイヤーを狩る。

### 決闘
決闘は自発的で競争的である。 ファンによって設定された決闘手段やリーグは、PvPを搭載している殆どのMMORPGに共通している。『ダークエイジ・オブ・キャメロット』は、ゲーム内に正式な決闘システム（Ballista）を登場させた最初のグラフィカルなMMORPGだった。『City of Heroes』『Anarchy Online』 『 ワールド・オブ・ウォークラフト』 『ギルドウォーズ』『リネージュⅡ』『Wurm Online』そして『ルーンスケープ』のような他のMMORPGはPvPをグループ設定での競争対決として特徴付けていた。

### フラッグ
さまざまな方法で「フラッグ」(旗)をオンまたはオフにでき、オンにすると自分のフラッグをオンにした他の人々とのPvP戦闘ができるようになる。エバークエストでは、いったんオンになったらフラッグをオフにする方法はない。スターウォーズ・ギャラクシーでは、ゲーム中に配置されている陣営固有のNPCとやり取りするか、ゲーム内コマンド（/ pvp）を入力することでフラグをオフにすることができ得る。World of Warcraftでは、フラッギングは選択可能であるか、クールオフ期間が終了するまで一定のフラグ付きのプレイヤーを攻撃することによってアクティベートすることができるが、これは死体キャンプを介してグリーファーにより悪用され得る。ゲームによっては、他のプレイヤーを殺したり癒したりしたプレイヤーが報復に殺されるまで公にされるという賞金制度がある。これは「復讐フラッグ」とも呼ばれる。
PKを開始したプレイヤーはPvPフラッグが自動的に「ON」になることが時々ある。PvPフラッグがON状態のプレイヤーを攻撃した他のプレイヤーは自分のPvPフラグが 「ON」にならない。

## RvR（王国vs.王国）戦闘
2001年に、 Mythic Entertainmentは、 『ダークエイジ・オブ・キャメロット』(DAoC)のリリースに伴い、新しいチーム制のPvP戦闘形態を発表した。RvRでは、各王国のプレイヤーはチーム制の戦闘で対立する王国のプレイヤーと戦うためにチームを組む。これは他のPvPシステムで一般的なライバルグループ間の通常の小競り合いを含み得るが、城の本丸を奪取し保持したり、敵の遺物を確保したりするなどのオブジェクトベースの戦いで構成される。
これはグラフィカルなMMORPGにとって新しい概念であったが、最初にゲームに導入されたのはDAoCより前の『Darkness Falls: The Crusade』であり、DAoCを基礎とすることを選択したことで終了していた。今では他のMMORPGゲームもこのタイプのゲームプレイを特徴としている。

## テーブルトークRPGにおけるPvP
テーブルトークRPGにおいてもPvPがルール化されていることがある。戦いの動機がプレイヤーキャラクターの内面に基づくものであるならば、それは妥当な選択肢の1つとなりうる。通常のシナリオはキャラクターが簡単に死なないようにバランスがとられているが、ノンプレイヤーキャラクターを簡単に殺すことができる状況でもプレイヤーがそれを躊躇することはある。
卓上ゲームにおけるPvPへのこのアプローチは普遍的ではない。例えば、非常に風刺的な『パラノイア』では 、死を招くPvPの争いは普通であると考えられルールとサポートマテリアルによって大いに促進されている中核的なゲーム要素である。

## 倫理的問題
プレイヤー対プレイヤーのダイナミクスはプレイヤーとの倫理的問題を孕んでいる。ギャングキルが行われるため一部のゲーム開発者はPvPを軽蔑的に見ている。経験豊富なプレイヤーが新規プレイヤーよりも有利であるにもかかわらず、多くのゲーム開発者は倫理規定(honor code)がPKを防止することを前提としている。